# Farol da Ponta de São Lourenço
Der Farol da Ponta de São Lourenço ist ein Leuchtturm an der Ostspitze der portugiesischen Insel Madeira. Er war der erste Leuchtturm, der auf Madeira errichtet wurde.

## Lage und Beschreibung
Der Farol da Ponta de São Lourenço befindet sich vor der Ostspitze auf der vorgelagerten Insel Ilhéu do Farol („Leuchtturminsel“, auch Ilhéu de Fora), die zur Gemeinde Caniçal gehört und liegt dort auf einer Höhe von 103 Metern. Er ist ein 10 Meter hoher oktogonaler Steinbau, dessen Kantensteine aus Basalt bestehen, die Zwischenräume sind weiß gefliest. Die Laterne auf der Empore ist rot gestrichen. Am Fuß des Leuchtturms stehen einstöckige Wohn- und Technikgebäude.
Das Leuchtfeuer ist unter der internationalen Nummer D-2726 registriert und befindet sich in einer Höhe von 113 Metern. Die Kennung besteht aus einem weißen Licht, das sich alle fünf Sekunden wiederholt. Die Tragweite beträgt rund 20 Seemeilen (ca. 37 Kilometer).

## Geschichte
Auch wenn schon lange das Fehlen ein Leuchtturm an der gefährlichen Ostküste Madeiras bemängelt wurde, begannen erste Planungen nach der Strandung und dem Untergang des britischen Segeldampfers Forerunner am 25. Oktober 1854, bei dem 14 Menschen ums Leben kamen. Jedoch dauerte es noch bis 1867, bevor mit dem Bau begonnen wurde. Mit der Inbetriebnahme am 30. September 1870 erhielt Madeira den ersten Leuchtturm. Das ölbetriebene – und einige Jahre später durch Petroleum ersetzte – Leuchtfeuer war mit einer Optik zweiter Ordnung ausgestattet, die Brennweite betrug 700 Millimeter. Die Rotation der Optik wurde durch ein Uhrwerk erzeugt. Die ursprüngliche Kennung bestand aus weißen Blitzen alle 30 Sekunden, die eine Reichweite von 20 Meilen hatte.
Nach der Beschießung Funchals durch deutsche U-Boote während des Ersten Weltkrieges wurde das Leuchtfeuer 1917 verdunkelt und die Verdunkelung nur bei unmittelbarer Gefahr der Strandung eines Schiffes entfernt. In den Jahren 1880, 1916, 1920, 1936 und 1941 wurde eine Reihe von Reparaturen und Renovierungen am Leuchtfeuer, dem Leuchtturm und dem Zugangsweg vorgenommen. 1930 wurde die Feuerung von Petroleum auf Petroleumdampf umgestellt; dadurch erhöhte sich die Reichweite von 20 auf 25 Meilen.
1956 wurde das Leuchtfeuer mit Stromaggregaten elektrifiziert und eine 3000-W-Glühlampe installiert. Die alte Optik aus dem 19. Jahrhundert, die sich in einem schlechten Zustand befand, wurde durch ein Modell dritter Ordnung mit 500 Millimeter Brennweite ersetzt. Die nächste große Erneuerung fand 1983 statt, als der Leuchtturm automatisiert wurde. Die bestehende Optik wurde durch eine neue Optik mit Halogenlampen und Parabolreflektoren ersetzt. Für die Durchführung der Transporte nutzte die Marine Hubschrauber, um die etwa 10 Tonnen Material zu transportieren, die zum Leuchtturm gebracht werden mussten. Die bislang letzte Modernisierung fand im Jahr 2000 statt, bei der die Stromaggregate abgebaut wurden und das Leuchtfeuer seitdem durch Solarenergie betrieben wird. Die Reichweite beträgt heute 20 Meilen.